# هنري سارجنت كودمان
هنري سارجنت كودمان (بالإنجليزية: Henry Sargent Codman)‏ هو مهندس معماري ومهندس المناظر الطبيعية أمريكي، ولد في 19 يونيو 1863 في بروكلين في الولايات المتحدة، وتوفي في 1893.